# Anton Arrigoni
Anton Arrigoni (* 21. April 1788 in Wien; † 6. Dezember 1851 in Dresden) war ein österreichischer Maler, der überwiegend als Dekorations- und Theatermaler tätig war.

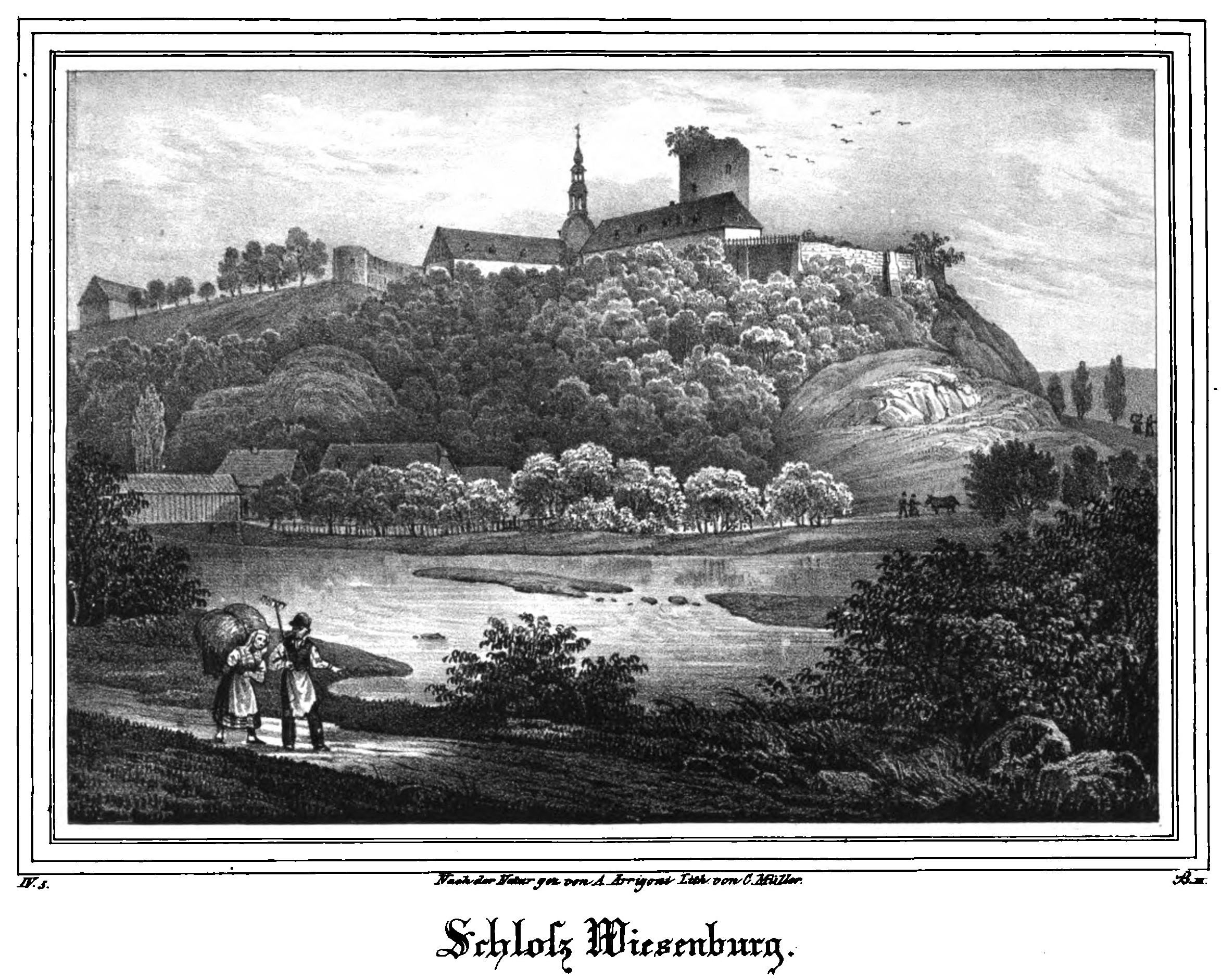
Zeichnung des Schlosses Wiesenburg von Anton Arrigoni

Er studierte ab 1798 an der Wiener Akademie und erhielt in seiner Heimatstadt Wien eine erste Anstellung als Maler, wo er beispielsweise die Bühnendekoration für Ludwig van Beethovens Fidelio schuf. Später wechselte er nach Brünn, Graz und Preßburg, bevor er sich 1826 dauerhaft als Dekorationsmaler am Hoftheater in Dresden niederließ. Mehrere seiner Zeichnungen wurde von Carl Wilhelm Arldt als Vorlagen für Lithographien in der von 1834 bis 1841 erschienenen Reihe Saxonia. Museum für sächsische Vaterlandskunde Reihe genutzt, die dadurch starke Verbreitung fanden, so zum Beispiel verschiedene Ansichten von Zwickau und Umgebung.